# 줄무늬 파자마를 입은 소년 (영화)
《줄무늬 파자마를 입은 소년》(영어: The Boy in the Striped Pajamas)은 2008년 개봉한 드라마 영화이다. 존 보인이 지은 동명 소설을 바탕으로 하고 있다. 마크 허먼 감독이 연출하였고 BBC 필름스와 헤이데이 필름스에서 제작되었으며, 잭 스캔런, 에이사 버터필드, 베라 파미가, 데이비드 슐리스 등이 출연하였다. 이 영화는 8살 소년 브루노와 유대인 수감자 슈무엘(잭 스캔런)의 눈을 통해 나치즘 절멸 수용소의 공포를 다룬다. 이 영화는 일부 홀로코스트 교육자들로부터 부정확하다는 비난을 받았다.

## 줄거리
제2차 세계대전 시기, 브루노는 나치 독일의 베를린에서 가족과 함께 살고 있다. 그는 아버지 랄프가 승진했다는 사실을 알게 되는데, 그 때문에 브루노의 어머니 엘사와 누나 그레텔을 포함한 그들의 가족은 "국경"(폴란드 점령)으로 이주하게 된다. 브루노는 함께 놀 사람도 없고 탐험할 사람도 거의 없기 때문에 새 집을 싫어한다. 멀리 농장처럼 생긴 곳에서 작업하는 사람들을 목격했다고 말했다가 뒷마당에서 노는 것도 금지된다(브루노는 몰랐지만 그곳은 포로수용소였다).
브루노와 그레텔은 반유대주의와 나치 독일의 선전에 대한 의제를 추진하는 개인 교사 리스트씨와 만난다. 이것은 그레텔이 부관 중 한 명에게 열광하는 것과 함께 그레텔이 자신의 침실 벽을 나치 선전 포스터와 아돌프 히틀러의 초상화로 덮을 정도로 제3제국을 지지하는 데 있어 극도로 광적인 존재가 되게 한다. 브루노는 그가 본 유대인, 특히 그 집안의 유대인 하인 파벨이 리스트의 가르침에 나오는 반유대적 캐리커처를 닮지 않아 혼란스러워 한다.
어느 날 브루노는 부모에게 반항하고 숲속으로 몰래 빠져들어, 결국 캠프를 둘러싸고 있는 전기 철조망에 도착한다. 그는 슈무엘이라는 이름의 자기 또래의 소년과 친구가 된다. 이 캠프의 실체에 대한 지식 부족이 드러난다. 브루노는 슈무엘과 파벨, 그리고 다른 죄수들이 입는 줄무늬 제복이 피자마라고 생각하고, 슈무엘은 그의 조부모님이 수용소로 가는 여행 중에 병으로 돌아가셨다고 믿는다. 브루노는 정기적으로 슈무엘을 만나기 시작하고, 몰래 브루노가 가져온 음식을 먹고, 그와 보드게임을 한다. 그는 결국 슈무엘이 유대인이며 아버지, 어머니와 함께 수용소로 끌려왔다는 것을 알게 된다.
어느 날, 엘사는 커트 코틀러 중위가 캠프의 굴뚝에서 나오는 검은 연기가 유대인들의 타오르는 시체 때문이라는 것을 슬쩍 흘려보낸 후 랄프의 임무의 실체를 알게 된다. 그녀는 역겹고 가슴 아픈 랄프와 대결한다. 그날 밤 저녁식사 자리에서 코틀러 중위는 아버지가 가족을 떠나 스위스로 이사했다는 사실을 인정한다. 이 말을 들은 랄프는 코틀러 중위에게 자신의 의무인 만큼 현 정치 체제에 대한 아버지의 불화를 당국에 알렸어야 했다고 말한다. 그러자 당황한 코틀러는 실수로 술잔을 쏟은 파벨에게 격분하여 격렬하게 그를 때린다. 다음날 아침 하녀 마리아가 핏자국을 문질러 닦는 것이 보인다.
그날 늦게 브루노는 슈무엘이 집에서 일하는 것을 보게 된다. 슈무엘은 와인 잔을 닦기 위해 그곳에 있다. 왜냐하면 그들은 와인 잔을 닦으려면 작은 손을 가진 사람이 필요했기 때문이다. 브루노는 그에게 케이크를 권하고 슈무엘은 기꺼이 그것을 받아들인다. 불행하게도, 코틀러는 브루노와 슈무엘이 교제를 하고 있는 방으로 걸어 들어간다. 코틀러는 화가 나서 브루노와 이야기를 나눈 슈무엘에게 소리를 지른다. 꾸지람하는 가운데 코틀러는 슈무엘이 브루노가 준 음식을 씹는 것을 알아차린다. 코틀러가 슈무엘에게 음식을 어디서 구했느냐고 물었을 때, 그는 브루노가 케이크를 제공했다고 말하지만, 브루노는 코틀러를 두려워하여 이것을 부인하고 만다. 브루노를 믿는 코틀러는 슈무엘에게 나중에 "작은 대화"를 할 것이라고 말했다. 혼란스러운 브루노는 슈무엘에게 사과하러 갔지만 그가 사라졌다는 것을 알게 된다. 매일같이 브루노는 진영 옆에서 같은 곳으로 돌아가지만 슈무엘을 보지 못한다. 결국 슈무엘은 7일 뒤 맞은 부위를 보이며 울타리 뒤로 다시 나타난다. 브루노는 사과하고 슈무엘은 그를 용서하여 우정을 새롭게 한다.
베를린에서 연합군의 폭격으로 사망한 할머니의 장례식이 끝난 후 랄프는 브루노와 그레텔에게 그들의 어머니가 그곳이 안전하지 않기 때문에 친척과 함께 살자고 제안한다고 말한다. 사실 엘사는 아이들이 살인적인 아버지와 함께 사는 것을 원치 않기 때문에 이렇게 제안한다. 슈무엘은 자신의 문제가 있다. 그의 아버지는 그가 행진에 함께 참여했던 사람들이 캠프에 돌아오지 않자 실종되었다. 브루노는 슈무엘이 아버지를 찾는 것을 돕기로 결심한다. 다음날 오후 출발 예정인 브루노는 줄무늬 죄수복과 모자를 쓰고 깍지 않은 머리를 가린 뒤 울타리 밑을 파고 슈무엘과 수색에 합류한다. 브루노는 많은 병들고 나약해 보이는 유대인들을 보고 나서 곧 진지의 본질을 발견하게 되는데, 그것은 그의 충격이었다. 수색하는 동안, 소년들은 손더코만도스에 의해 다른 수감자들과 함께 행진에 참가한다.
들어간 후 집에서 그레텔과 엘사는 브루노의 실종을 발견한다. 그들이 그가 거쳐간 열린 창을 발견한 후, 엘사는 랄프의 모임에 불쑥 나타나 브루노가 실종되었다는 사실을 알렸다. 랄프와 그의 부하들이 수색에 나섰다. 브루노의 냄새를 추적하는 개에 이끌려 그들은 울타리 밖에서 그의 버려진 옷을 발견한다. 엘사와 그레텔이 뒤를 따라가고 있었다. 랄프는 그를 찾아 수용소로 들어간다. 브루노, 슈무엘과 다른 수감자들은 탈의실 안에서 멈춰 서서 "샤워"를 위해 옷을 벗으라고 한다. 그들은 브루노와 슈무엘이 서로 손을 잡고 가스실로 들어갔다. 슈츠스타펠 병사가 치클론 B 알갱이 몇 개를 가스실 안으로 쏟아붓고, 죄수들은 겁에 질려 소리를 지르며 금속문을 쾅쾅 두드리기 시작한다. 랄프는 일이 일어나고 있음을 깨닫고 아들의 이름을 외치고, 엘사와 그레텔은 진영 밖이지만 브루노가 옷을 버리고 구멍을 파는 곳에서 랄프의 울음소리를 듣고 절망에 빠져 무릎을 꿇고 브루노를 애도한다. 브루노와 슈무엘을 포함한 모든 죄수들이 죽었다는 것을 나타내는 현재 침묵하고 있는 가스실의 닫힌 문을 보여주면서 영화는 끝난다.

## 출연진
- 에이사 버터필드 - 브루노 역
- 잭 스캔런 - 슈무엘 역
- 베라 파미가 - 엘사 역
- 데이비드 슐리스 - 랄프 역
- 데이비드 헤이먼 - 파벨 역
- 루퍼트 프렌드 - 쿠르트 코틀러 중위 역
- 실라 행콕 - 나탈리 할머니 역
- 리처드 존슨 - 마티아스 할아버지 역
- 카라 호건 - 마리아 역
- 짐 노턴 - 리스트 역